# Chef's Table (programma televisivo)
Chef's Table è una serie di documentari sviluppata per Netflix da David Gelb. In ogni puntata viene raccontata la vita e la carriera di uno chef di fama mondiale.
Dopo il successo della prima stagione, la serie è stata rinnovata per altre tre stagioni da distribuire tra il 2016 e il 2017.
Da questa serie è stato inoltre tratto uno spin-off, intitolato Chef's Table: France, la prima stagione del quale è andata in onda nel settembre 2016.

## Descrizione

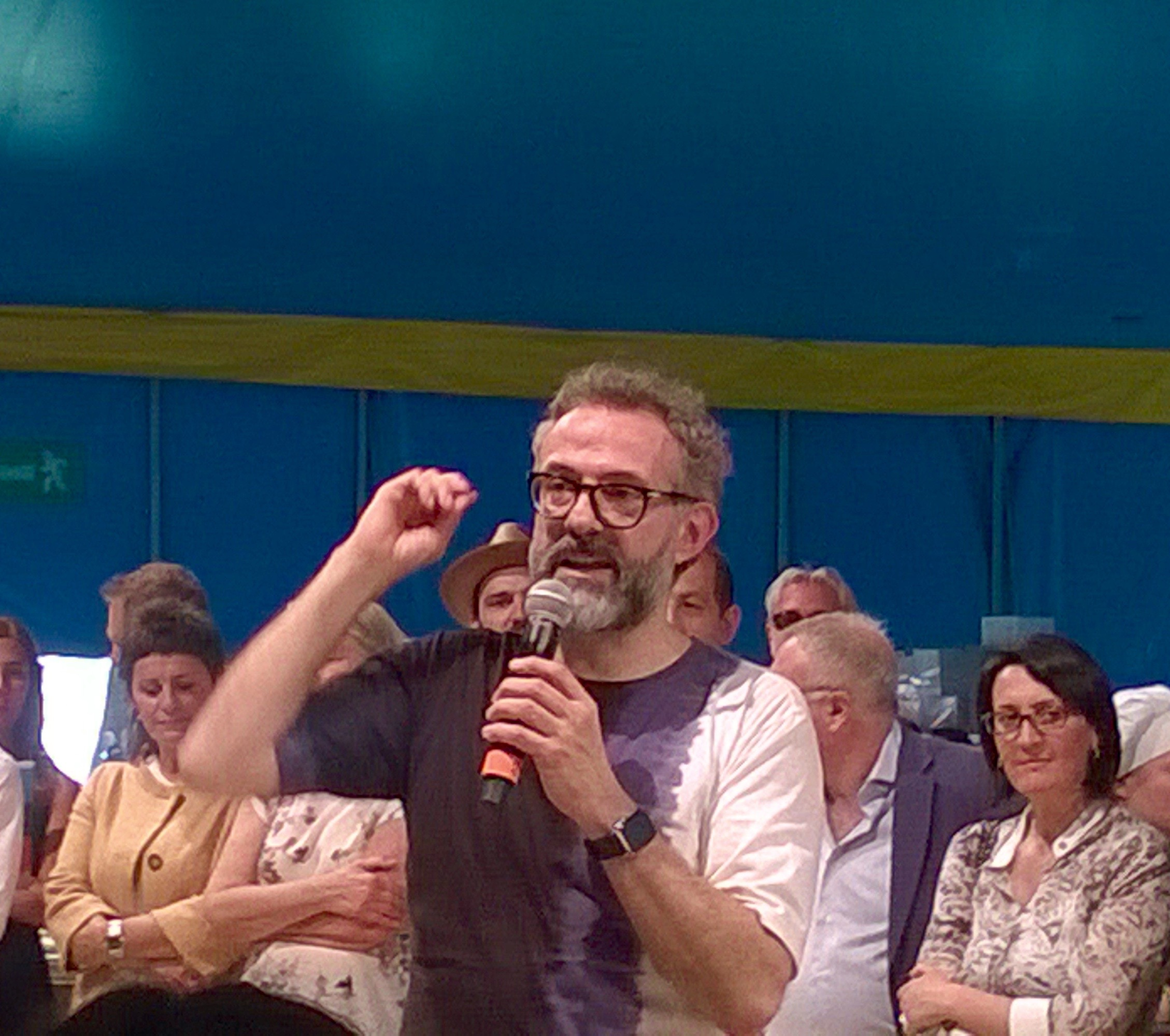
Lo chef italiano Massimo Bottura, protagonista del primo episodio

La serie si addentra nelle vite e nelle cucine degli chef più famosi e rinomati del mondo. Ogni episodio si concentra su uno chef diverso e sul loro sguardo unico alla vita, al talento e alla passione dal loro pezzo di paradiso culinario.
Il titolo della trasmissione è un esplicito riferimento al tavolo dello chef, in inglese appunto Chef's Table, un tavolo che, nei grandi ristoranti, è collocato nella cucina, e precisamente nella zona della stessa in cui avviene la preparazione e la composizione dei piatti. Vista la sua particolare posizione, questo tavolo consente a chi lo occupa di seguire dal vivo il lavoro di una brigata di cucina, di conversare con lo chef e di ascoltare le sue spiegazioni sulle tecniche di preparazione, sulla storia o sulla genesi dei piatti che si andranno a consumare.

## Accoglienza
Neil Gezlinger del New York Times ha definito Chef's Table "uno dei pochi prodotti televisivi attuali che riescono a mostrare l'arte della cucina in modo elegante", andando in una direzione opposta rispetto ad altri programmi che presentano i piatti "abbelliti assurdamente". Gezlinger ha anche lodato il fatto che venga esaltata di ogni chef non solo la differenza tra i piatti e i ristoranti ma anche la differenza di filosofia e di visione del mondo.
Emily Buder di Indiewire.com ha valutato la serie con un A- dicendo che essa "reinventa lo spettacolo del cucinare" e che riesce ad "entrare nella mente dello chef", trattandoli, però, sempre con rispetto. Buder ha inoltre elogiato il forte impatto visivo.

## Puntate
| Stagione         | Puntate | Pubblicazione USA | Pubblicazione Italia |
| ---------------- | ------- | ----------------- | -------------------- |
| Prima stagione   | 6       | 2015              | 2015                 |
| Seconda stagione | 6       | 2016              | 2016                 |
| Terza stagione   | 6       | 2017              | 2017                 |
| Quarta stagione  | 4       | 2018              | 2018                 |
| Quinta stagione  | 4       | 2018              | 2018                 |
| Sesta stagione   | 4       | 2019              | 2019                 |

I sei episodi della prima stagione:
- Massimo Bottura (Osteria Francescana a Modena, Italia)
- Dan Barber (Blue Hill a New York, Stati Uniti)
- Francis Mallmann (El Restaurante Patagonia Sur a Buenos Aires, Argentina)
- Niki Nakayama (N/Naka Restaurant a Los Angeles, Stati Uniti)
- Ben Shewry (Attica a Melbourne, Australia)
- Magnus Nilsson (Fäviken a Järpen, Svezia)

I sei episodi della seconda stagione:
- Grant Achatz (Alinea, Next, The Aviary e Roister a Chicago, Stati Uniti)
- Alex Atala (D.O.M. a San Paolo, Brasile)
- Dominique Crenn (Atelier Crenn e Petit Crenn a San Francisco, Stati Uniti)
- Enrique Olvera (Pujol a Città del Messico, Messico)
- Ana Roš (Hiša Franko a Caporetto, Slovenia)
- Gaggan Anand (Gaggan a Bangkok, Thailandia)

I sei episodi della terza stagione:
- Jeong Kwan (Chunjinam Hermitage presso il Tempio Baegyangsa, Corea del Sud)
- Vladimir Mukhin (White Rabbit a Mosca, Russia)
- Nancy Silverton (Mozza a Los Angeles, Stati Uniti)
- Ivan Orkin (Ivan Ramen a New York, Stati Uniti e Tokyo, Giappone)
- Tim Raue (Ristorante Tim Raue a Berlino, Germania)
- Virgilio Martínez Véliz (Central a Lima, Perù)

I quattro episodi della quarta stagione (pasticceria):
- Cristina Tosi (Milk Bar a New York, Stati Uniti)
- Corrado Assenza (Caffè Sicilia a Noto, Italia)
- Jordi Roca (El Celler de Can Roca a Girona, Spagna)
- Will Goldfarb (Room 4 Dessert a Ubud, Indonesia)

I quattro episodi della quinta stagione:
- Cristina Martinez (South Philly Barbacoa a Filadelfia, Stati Uniti)
- Musa Dağdeviren (Çiya a Istanbul, Turchia)
- Bo Songvisava (Bo.lan a Bangkok, Thailandia)
- Albert Adrià (Tickets a Barcellona, Spagna)

I quattro episodi della sesta stagione:
- Mashama Bailey (The Grey a Savannah, Stati Uniti)
- Dario Cecchini (Solociccia a Panzano, Italia)
- Asma Khan (Darjeeling Express a Londra, Regno Unito)
- Sean Brock (Husk a Charleston, Stati Uniti)

| Stagione       | Puntate | Pubblicazione USA | Pubblicazione Italia |
| -------------- | ------- | ----------------- | -------------------- |
| Prima stagione | 4       | 2016              | 2016                 |

I quattro episodi della prima stagione:
- Alain Passard (L'Arpège a Parigi, Francia)
- Alexandre Couillon (La Marine a Noirmoutier-en-l'Île, Francia)
- Adeline Grattard (Yam’Tcha a Parigi, Francia)
- Michel Troisgros (La Maison Troisgros a Roanne, Francia)